# Dendrophthora capitellata
Dendrophthora capitellata là một loài thực vật có hoa trong họ Santalaceae. Loài này được Rizzini mô tả khoa học đầu tiên năm 1976.